# Stary cmentarz żydowski w Horodle
Stary cmentarz żydowski w Horodle – kirkut służący żydowskiej społeczności Horodła. Powstał w drugiej połowie XVI wieku i został zamknięty na początku XIX wieku. Miał powierzchnię 0,3 ha. Został zniszczony przez Niemców w czasie II wojny światowej. Obecnie brak na nim nagrobków. Na jego terenie znajdują się zabudowania i pola. Leży na wschód od miejscowości.